# Luis de Vega

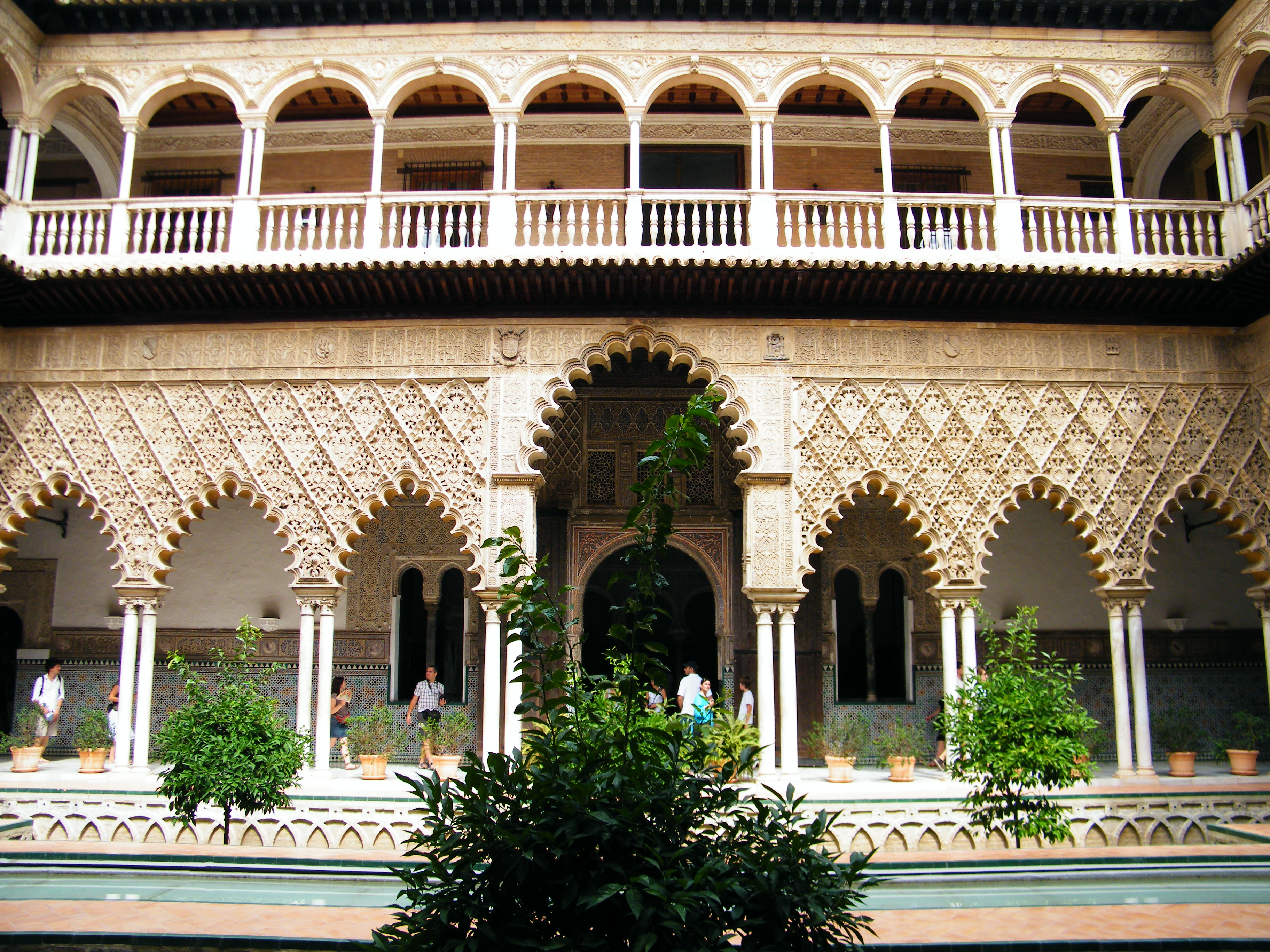
Patio de las Doncellas de los
Reales Alcázares de Sevilla.

Luis de Vega (fl. 1532-Madrid, 10 de noviembre de 1562) fue un arquitecto español que trabajó como arquitecto del emperador Carlos I (junto con Alonso de Covarrubias) desde 1532. Ambos trabajaron entre las ciudades de Toledo y Madrid.

## Biografía
Para Francisco de los Cobos, secretario del emperador, construyó en Valladolid un palacio (1534?) que años después sería adquirido por el Duque de Lerma para, a su vez, vendérselo a Felipe III. Del edificio original se conserva el patio principal. De la misma época es el Palacio de Dueñas en Medina del Campo, en el que la decoración del patio se atribuye a Esteban Jamete.
Una de las obras que le encarga Carlos I a Luis de Vega es la realización de las primeras trazas del Alcázar de Madrid (obteniendo título de maestro de los Alcázares Reales). En 1547 empieza la construcción del Palacio del Pardo posteriormente muy modificado, primero por Francisco de Mora y luego por Sabatini. Vega trazó un edificio de planta cuadrada con torres angulares rodeado por un foso, del que se conserva el patio central.
Con su sobrino, Gaspar de Vega, trabajó en Aranjuez y en el palacio de Valsaín. Desarrolló igualmente trazas de diseño en los Reales Alcázares de Sevilla, donde volvió a colaborar con Gaspar de Vega. Su labor continuó hasta los comienzos del reinado de Felipe II, hasta que se hace cargo de las obras el arquitecto Juan Bautista de Toledo.